# Buena Vista, Tuxpan
Buena Vista är en ort i Mexiko.   Den ligger i kommunen Tuxpan och delstaten Veracruz, i den sydöstra delen av landet, 250 km nordost om huvudstaden Mexico City. Buena Vista ligger 32 meter över havet och antalet invånare är 104.
Terrängen runt Buena Vista är platt, och sluttar österut. Runt Buena Vista är det ganska tätbefolkat, med 160 invånare per kvadratkilometer. Närmaste större samhälle är Tuxpan de Rodríguez Cano, 8,9 km sydost om Buena Vista. Trakten runt Buena Vista består till största delen av jordbruksmark.